# 圣尼克拉斯
圣尼克拉斯（荷蘭語：Sint-Niklaas，荷蘭語發音：[ˌsɪnt nɪˈklaːs] ⓘ，法語發音：[sɛ̃ nikɔla]）是比利时弗拉芒大區东佛兰德省的一座城市，通行荷蘭語，是弗拉芒社群的一部分，面积84.2平方千米，人口80,167人（2022年1月1日）。

## 交通
- 圣尼克拉斯站